# Короткохвостый речной хвостокол
Короткохвостый речной хвостокол (лат. Potamotrygon brachyura) — вид скатов рода речных хвостоколов одноимённого семейства из отряда хвостоколообразных скатов. Обитает в тропических водах рек Южной Америки. Максимальная зарегистрированная длина 95 см. Грудные плавники этих скатов образуют округлый диск. Спинные и хвостовой плавники отсутствуют. В средней части хвостового стебля расположен ядовитый шип. Является объектом целевого лова.

## Таксономия
Впервые вид был научно описан в 1880 году. Видовой эпитет происходит от слов др.-греч. βραχύς «короткий» и греч. οὐρά — «хвост».

## Ареал
Короткохвостые речные хвостоколы обитают в Южной Америке, в тропических водах бассейна рек Параны, Ла-Плата, Парагвай и Уругвай на территории Бразилии, Парагвая и Аргентины и Уругвая. 

## Описание
Широкие грудные плавники короткохвостых речных хвостоколов срастаются с головой и образуют овальный диск. Спинные плавники и хвостовой плавник отсутствуют. Позади глаз расположены брызгальца, длина которых составляет 8,2—12,08 % ширины диска. Брюшные плавники закруглены и почти полностью прикрыты диском. На вентральной стороне диска расположены ноздри и 5 пар жаберных щелей.  Мускулистый хвост довольно короткий и толстый по сравнению с другими представителями семейства речных хвостоколов. У его основания расположено несколько колючек, а на конце имеется ядовитый шип. Каждые 6—12 месяцев он обламывается и на его месте вырастает новый. У основания шипа расположены железы, вырабатывающие яд, который распространяется по продольным канавкам. В обычном состоянии шип покоится в углублении из плоти, наполненном слизью и ядом. 
Окраска тела чаще серо-коричневого цвета с сетчатым крупным узором. Максимальная зарегистрированная длина 95 см, по другим данным 150—190 см, а вес 208—260 кг.

## Биология
Подобно прочим хвостоколообразным короткохвостые речные хвостоколы размножаются яйцеживорождением. У самок функционирует только левый яичник. В помёте до 19 новорожденных. Молодь питается планктоном, а по мере роста рацион этих скатов дополняют небольшие моллюски, личинки насекомых и рыбы. Защищаясь от хищников короткохвостые речные хвостоколы закапываются в грунт и становятся совершенно незаметными.

## Взаимодействие с человеком
В целом эти скаты ведут себя не агрессивно, однако, если на них наступить, они могут нанести болезненный укол ядовитым шипом. Мясо короткохвостых речных хвостоколов употребляют в пищу. Скатов бьют гарпуном на мелководье. Кроме того, молодь представляет интерес для аквариумистов. Короткохвостые речные хвостоколы страдают от ухудшения условий среды обитания, обусловленного человеческим фактором (строительство гидроэлектростанций и портов, судоходство, сельское хозяйство и животноводство). В Уругвае в районе термальных источников, привлекающих многочисленных туристов, наблюдается всплеск гибели короткохвостых речных хвостоколов, который можно объяснить температурным шоком. Данных для оценки Международным союзом охраны природы статуса сохранности вида недостаточно. 